# Quận St. Landry, Louisiana
St. Landry là một quận thuộc bang Louisiana, Hoa Kỳ. Theo ước tính năm 2009, dân số quận này là 92326 người, mật độ 39 người/km².

## Dân số
Biến động dân số qua các từ 1900-2010: